# ウマウアカ

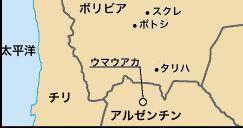
ウマウアカの位置

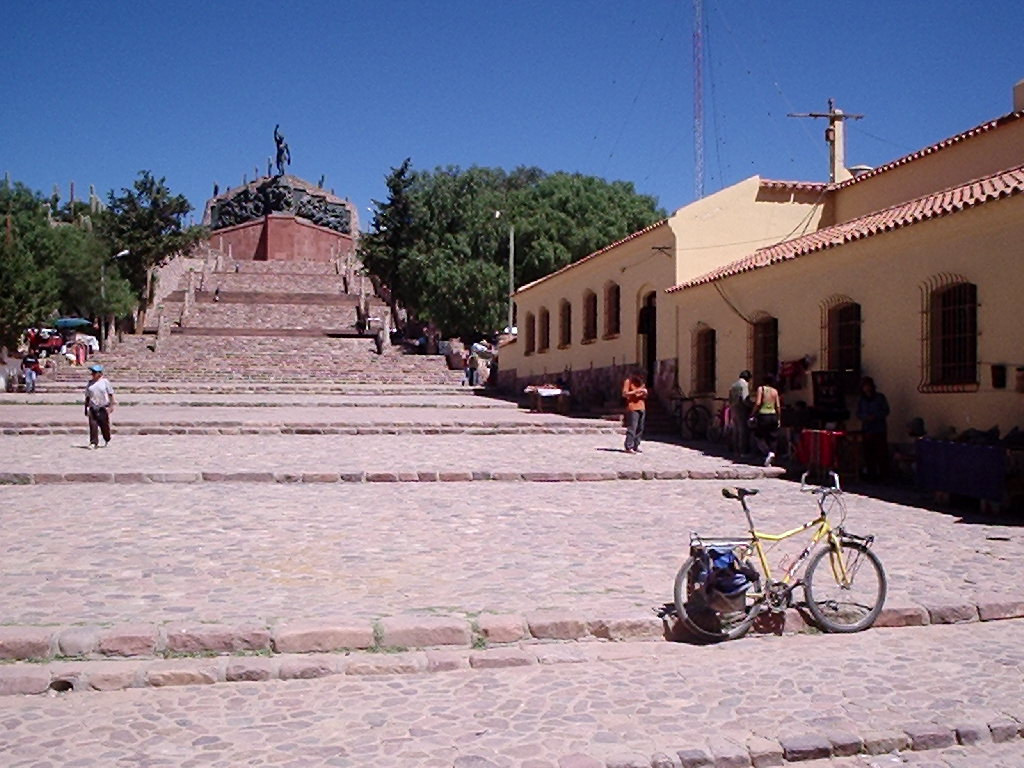
ウマウアカの町の中央広場から独立戦争のモニュメントを撮影した写真。この付近は普段は露店で賑わっている。

ウマウアカ またはウマワカ(Humahuaca)はアルゼンチン北部のフフイ州 (Jujuy)にある町。1591年にフアン・オチョア・デ・サラテ (Juan Ochoa de Zárate)により作られた。インディオの言葉である「オマグアカ (omaguaca)」が町の名前の由来であるといわれる。
かつての植民地時代の名残である、教会や役場や独立記念碑などが町を特徴づけている。石畳の街道や街灯、赤茶けた泥レンガの家の壁も植民地時代のまま残っている。
この町の最大の行事は、8日間も続くカーニバルである。ウマウアカのカルナバルを歌ったフォルクローレ・エル・ウマウアケーニョ（ウマウアカから来た男もしくはモノ）は、アンデスのフォルクローレの中でも特に有名な曲の1つである。
町の観光名所はウマウアカの谷である。

## ウマウアカの谷
ウマウアカの谷 (Quebrada de Humahuaca)は、アルゼンチン北部のフフイ州にある、河川浸食によって出来た深く狭い渓谷である。
この渓谷はパラグアイ川の支流の一つであるリオグランデ (río Grande)により形成された。東部山脈地帯に位置する。南北に延びており、北に行くほど標高は高くなる。スペイン侵略以前より、アンデス高地との交通の要所であったと思われる。
この谷には、荒漠とした見事な景観があり、南北に点在する文化的に貴重な遺産が残されている。七色の丘 (Cerro de los Siete Colores)、マイマラ (Maimará)、ティルカラ (Tilcara)、ウマウアカなどで有名なプルママルカ (Purmamarca)はその代表的な例である。

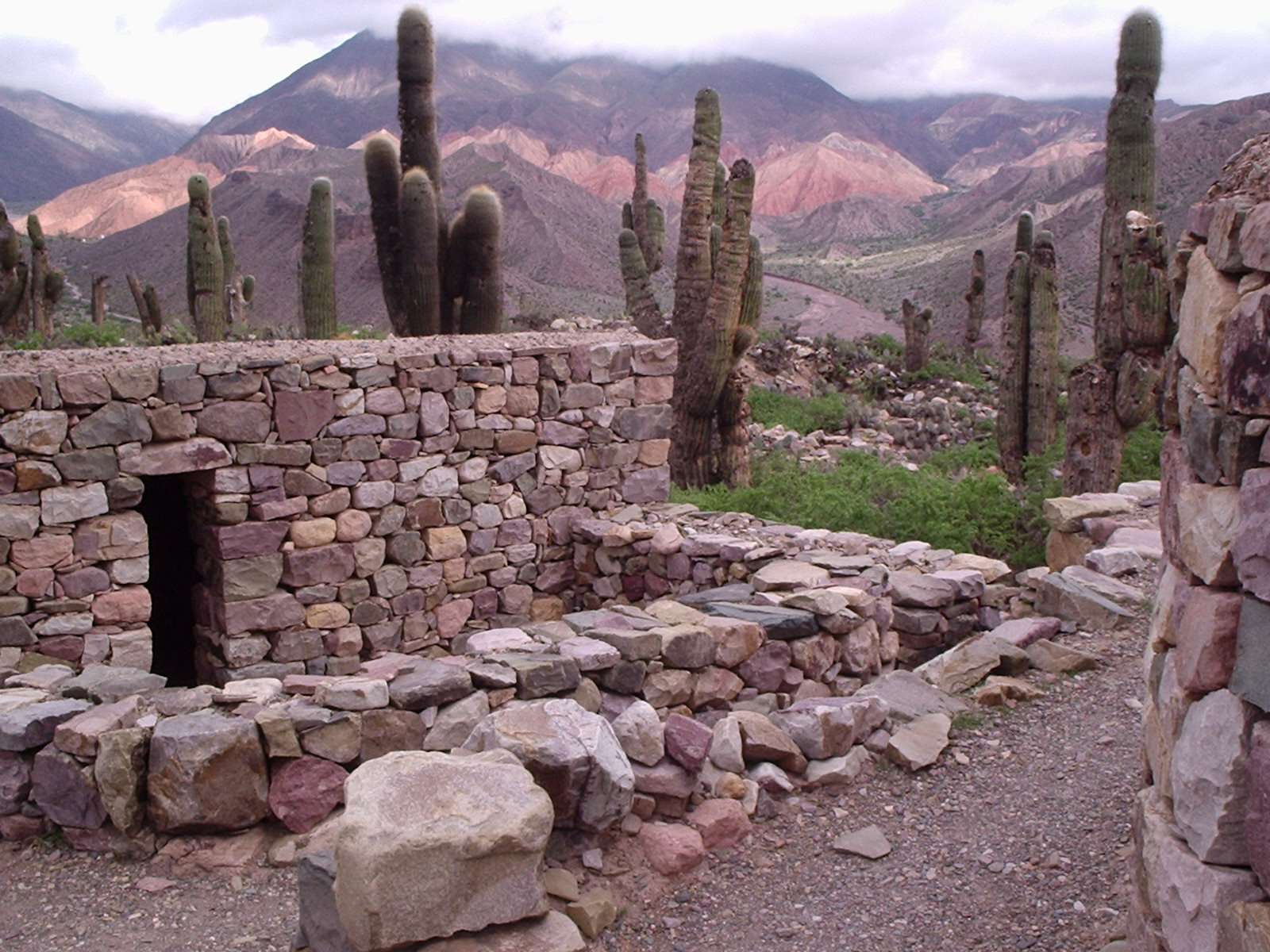
ティルカラの砦

冬期が乾燥してさわやかな気候であり、訪れるには最適の季節である。

### 世界遺産
ウマウアカの谷は2003年7月23日にユネスコによって世界遺産（文化遺産）に登録された。その美しい景観や、植民地時代とそれ以前の時代の集落が、コージャ（アンデス高地に住む人々）の文化を伝えていることが登録の理由とされた。

#### 登録基準
この世界遺産は世界遺産登録基準のうち、以下の条件を満たし、登録された（以下の基準は世界遺産センター公表の登録基準からの翻訳、引用である）。
- (2) ある期間を通じてまたはある文化圏において、建築、技術、記念碑的芸術、都市計画、景観デザインの発展に関し、人類の価値の重要な交流を示すもの。
- (4) 人類の歴史上重要な時代を例証する建築様式、建築物群、技術の集積または景観の優れた例。
- (5) ある文化（または複数の文化）を代表する伝統的集落、あるいは陸上ないし海上利用の際立った例。もしくは特に不可逆的な変化の中で存続が危ぶまれている人と環境の関わりあいの際立った例。